# Maiolica ispano-moresca

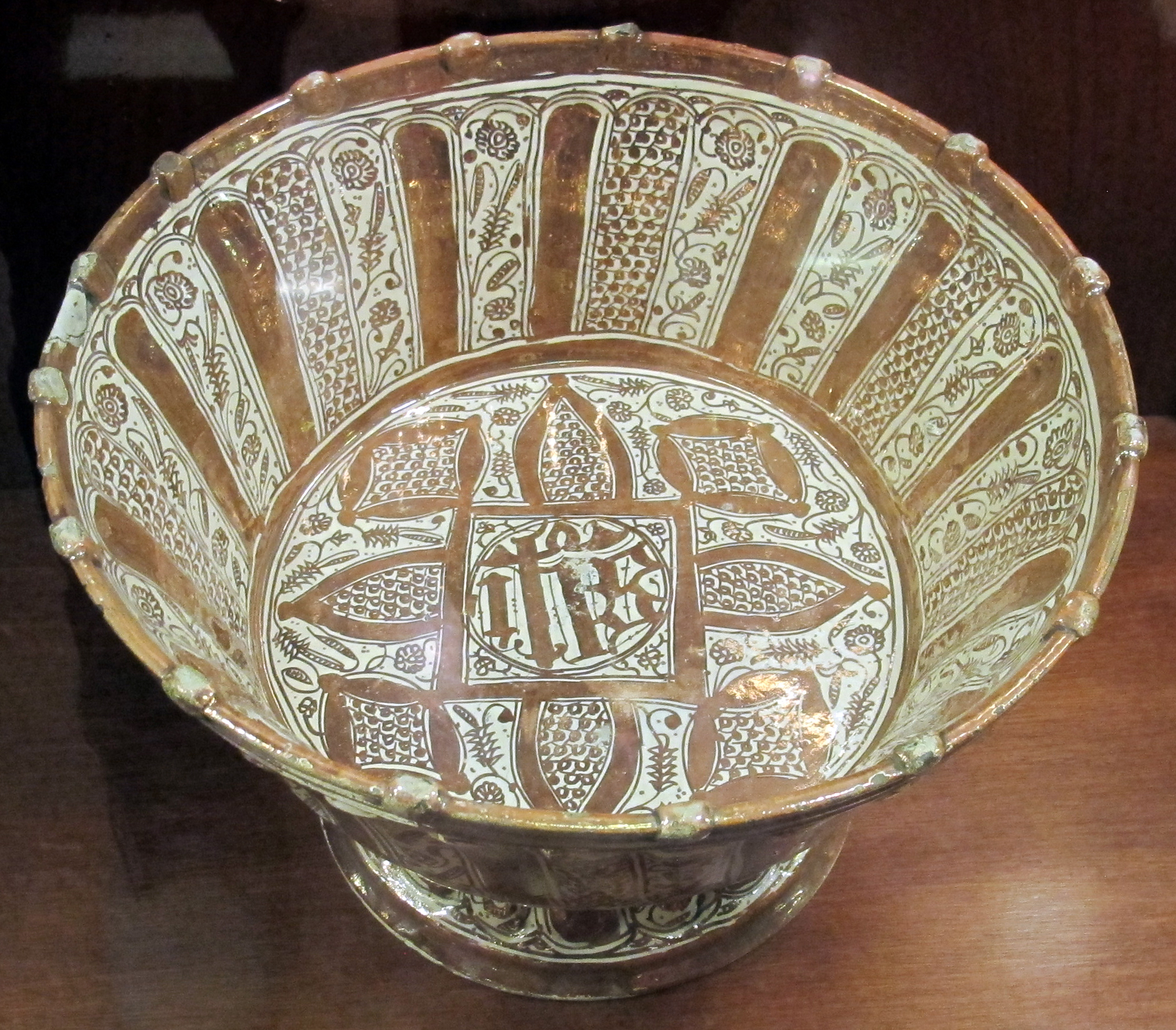
Manises, bacile con monogramma di Cristo e lustro metallico, 1500-1525 ca.

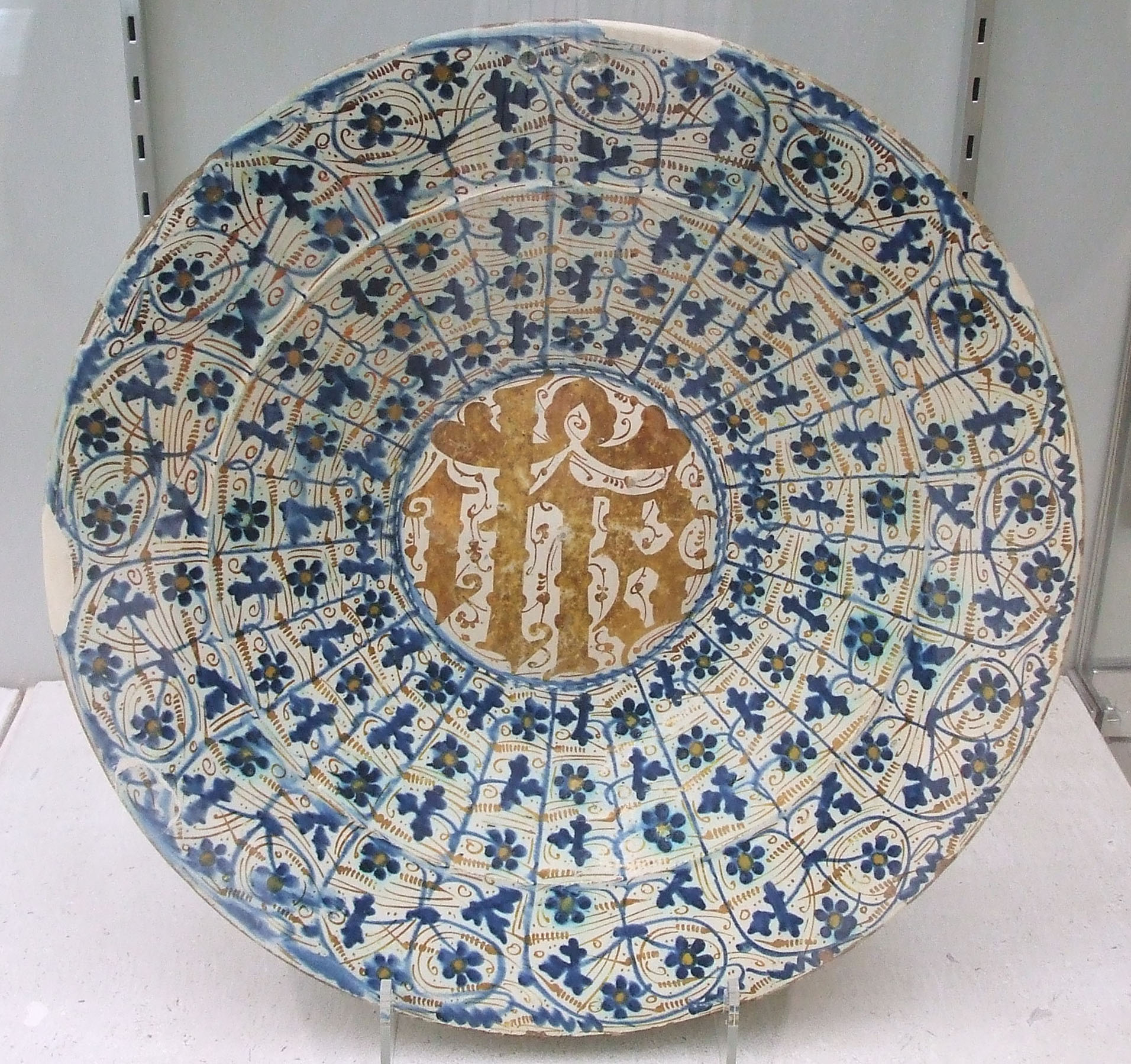
Un piatto ispano-moresco, di circa 32 cm di diametro, con monogramma cristiano, decorato in blu cobalto e lustri dorati, Valencia, 1430-1500 circa, collezione Burrell

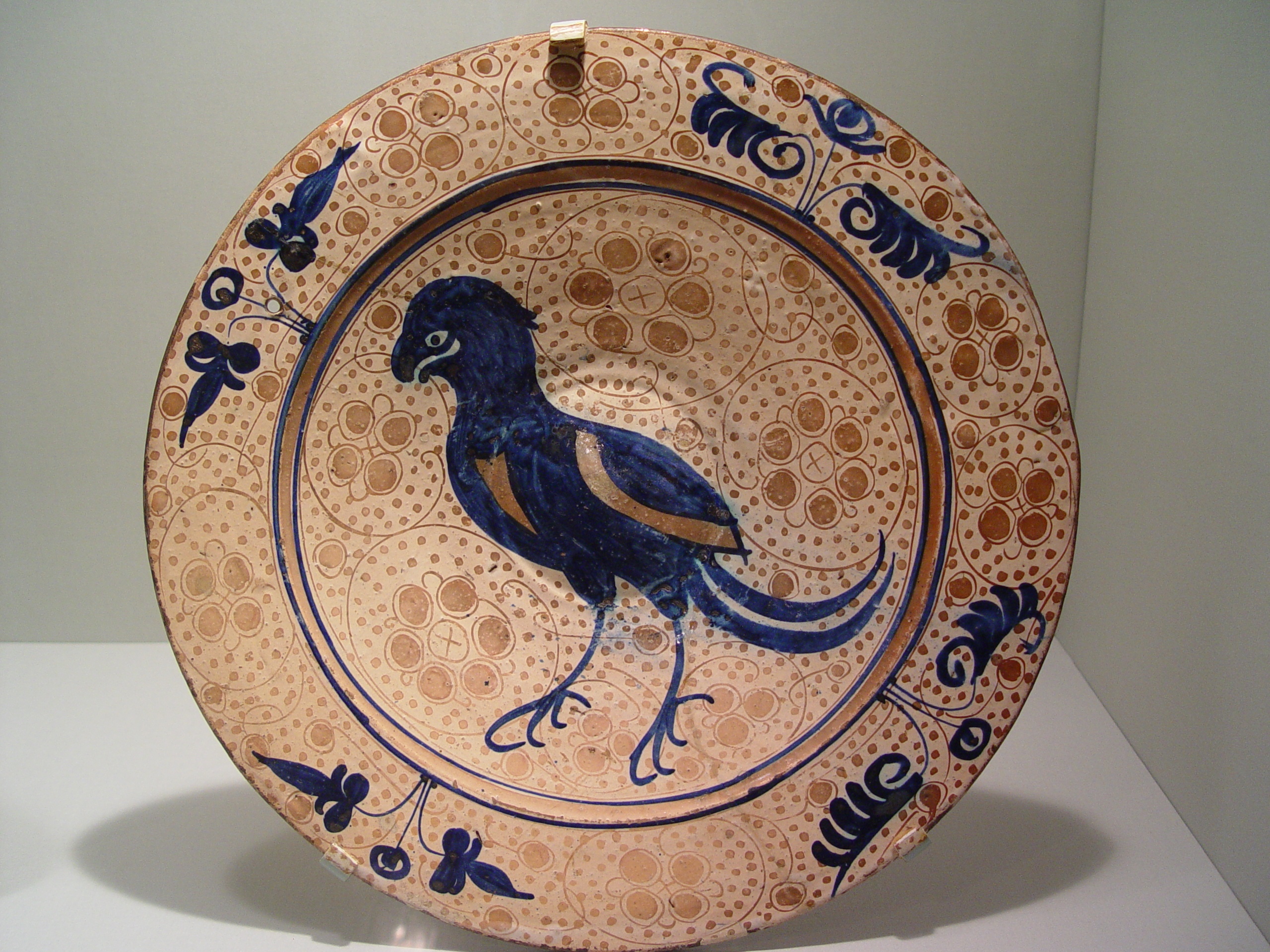
Piatto di Manises, 1430-1450 circa

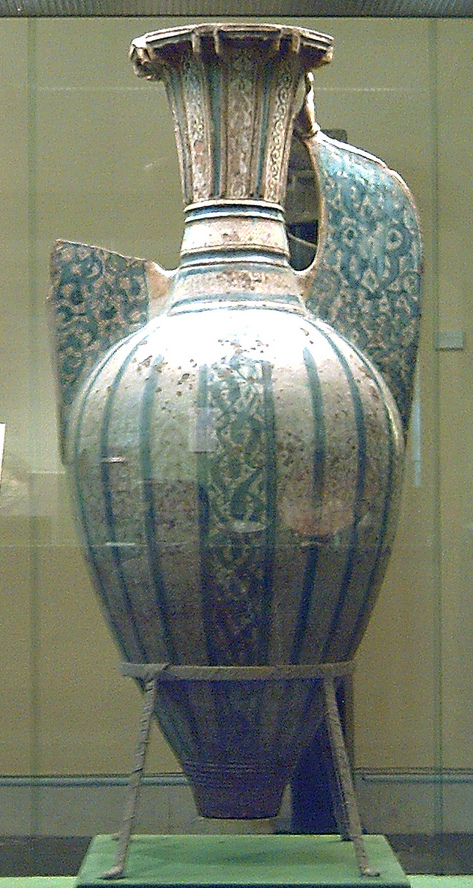
Uno dei numerosi vasi di grandi dimensioni realizzati per l'Alhambra di Granada

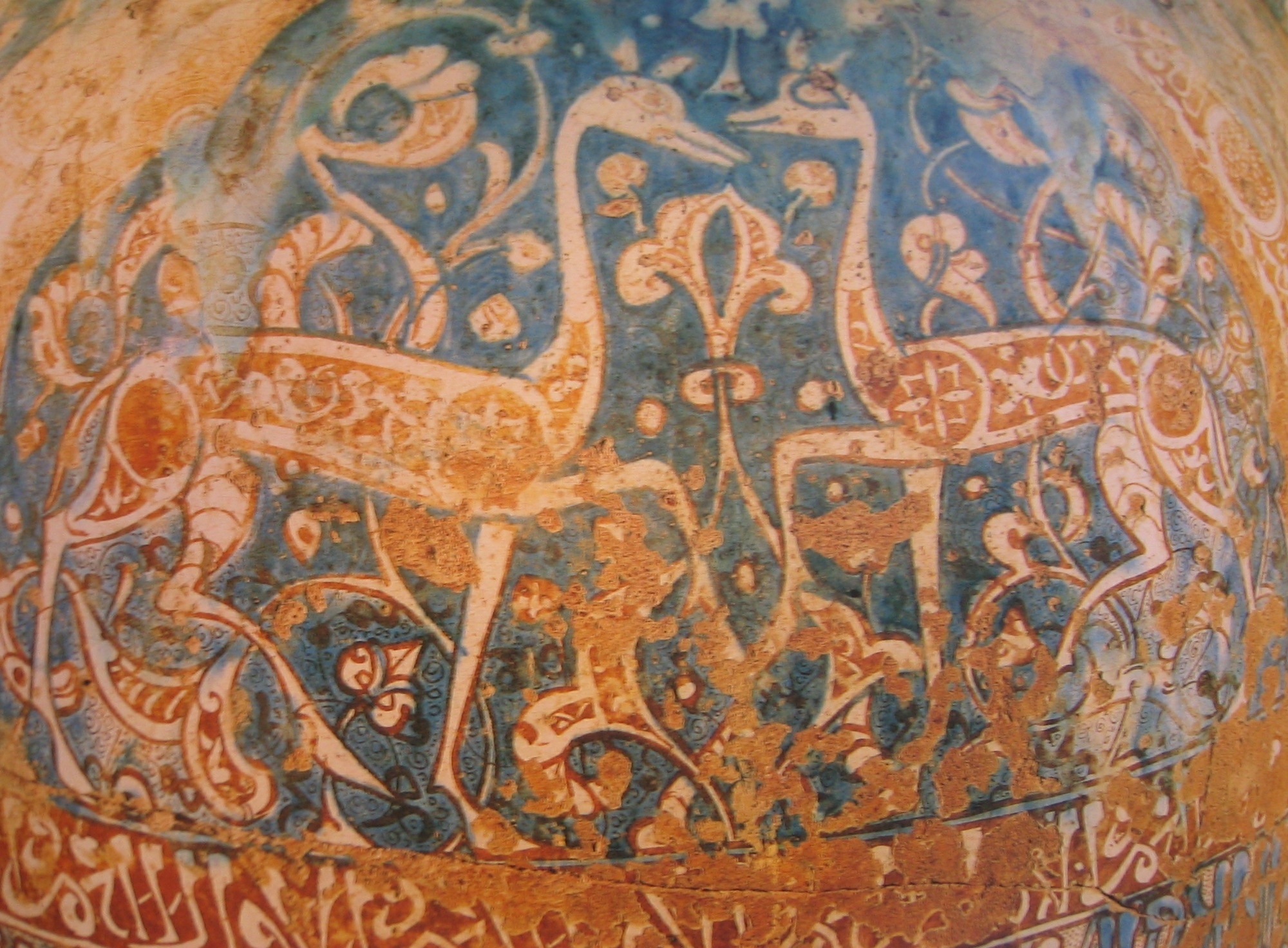
Particolare di due gazzelle da un vaso dell'Alhambra, circa  1400

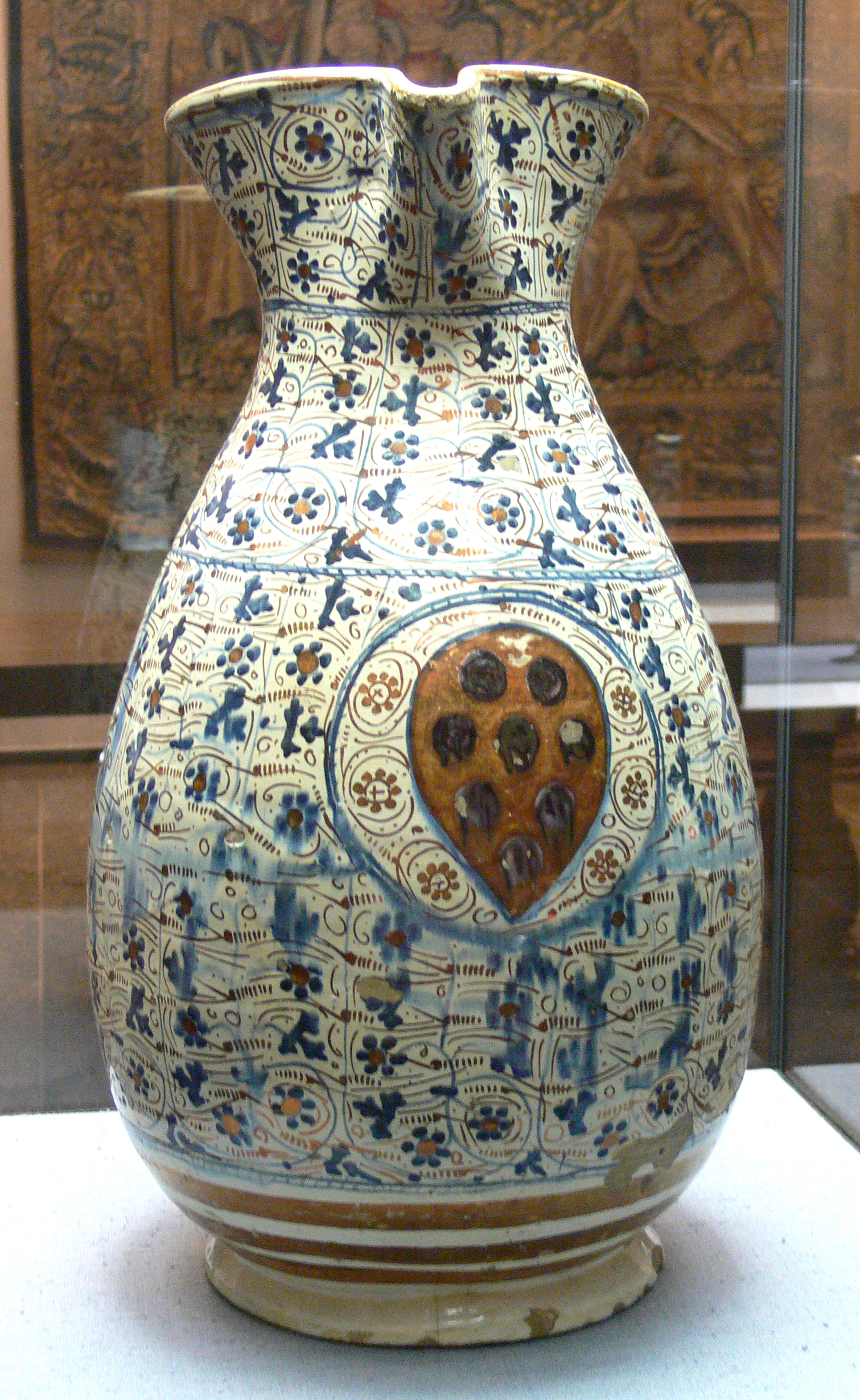
Brocca con stemma mediceo, 1450–1460

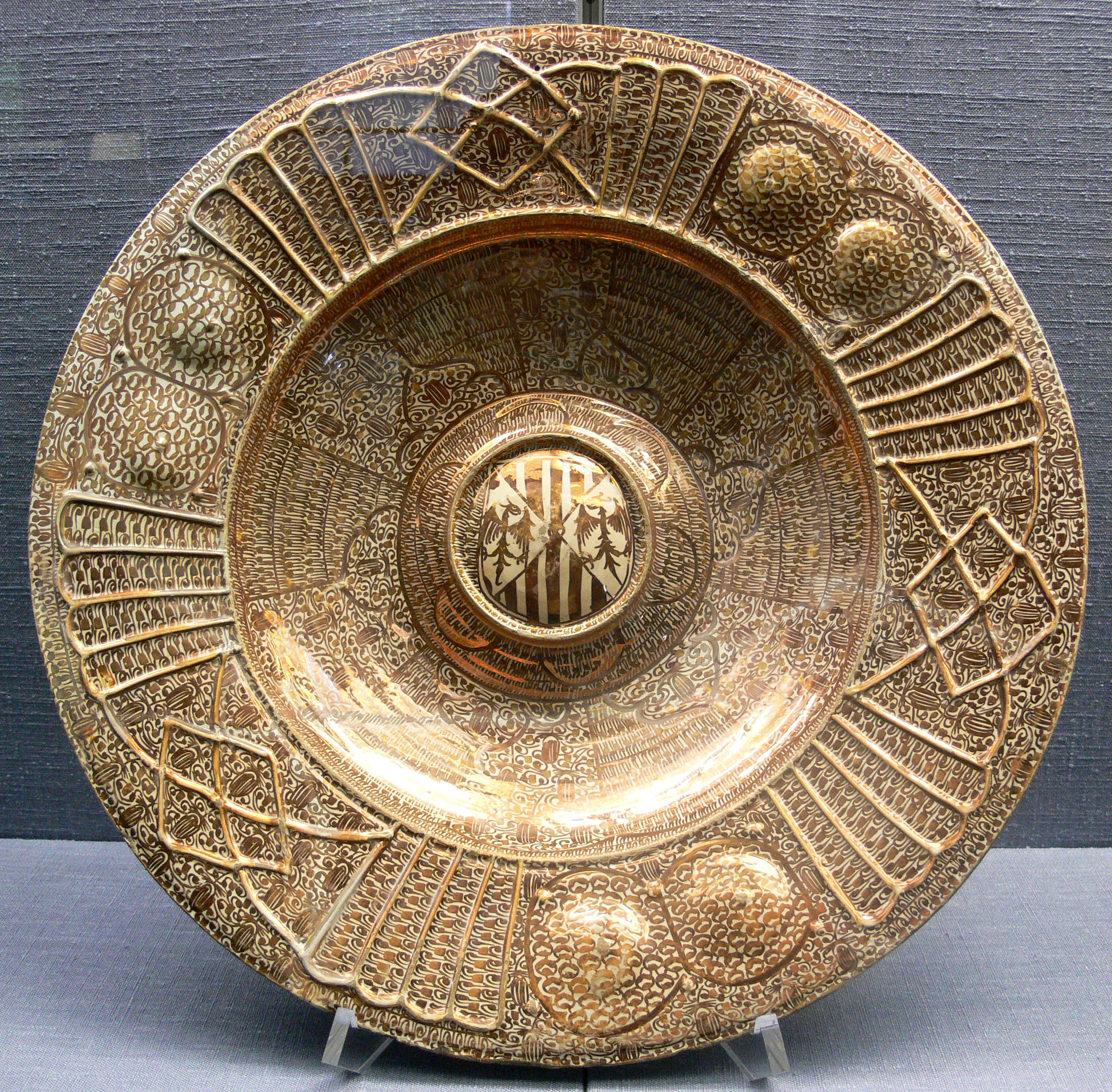
Piatto valenciano dell'inizio del XVI secolo con lo stemma del Regno di Sicilia

La maiolica ispano-moresca è un tipo di produzione ceramica sviluppatasi in Spagna a partire dal XIV secolo.
Introdotta dai musulmani in Andalusia, questo tipo di produzione fiorì dopo la Reconquista aggiornando i modelli islamici alle esigenze del mondo cristiano. In particolare le opere erano caratterizzate dall'invetriatura che rendeva gli utensili impermeabili, e che poteva essere essenzialmente di due tipi: bianco opaca o a lustro metallico. Quest'ultimo tipo, che rendeva i pezzi simili alle stoviglie di rame (di cui costituivano un ricercato surrogato), li abbelliva anche di un'iridescenza che per secoli rappresentò il marchio di fabbrica segreto della produzione spagnola.
Il primo centro specializzato in tale produzione fu Malaga, seguita da Valencia e dalla vicina Manises, che diventarono i principali produttori europei di ceramica nel corso del XV secolo, e poi da alcuni centri della Catalogna e dell'Aragona, tra cui Barcellona e Muel. Apprezzatissima anche in Italia, la maiolica a lustro veniva importata tramite il porto di Palma di Maiorca, tanto che finì per chiamarsi "maiolica" proprio per derivazione da "Maiorca".

## Centri di produzione

### Andalusia
Il primo grande centro di ceramica pregiata ad Al-Andalus fu Málaga, nel sud della Spagna. Questo è il centro principale i cui prodotti più noti venivano prodotti in un regno musulmano, in contrapposizione a una forza lavoro che si presume fosse in gran parte musulmana, o Morisco, sotto il dominio cristiano. Era già celebre per i suoi lustri d'oro nel XIV secolo, e rimase sotto il dominio musulmano fino al 1487, poco prima della caduta di Granada, l'ultimo regno moresco. Anche Murcia, Almería e forse la stessa Granada furono i primi centri di produzione. Questa ceramica rimase molto più vicina agli stili visti in altri paesi islamici, sebbene gran parte di essa venisse esportata verso i mercati cristiani, come si può vedere dagli stemmi su molti pezzi.
Gli articoli di Malaga erano celebrati per la loro lucentezza dorata su smalto bianco; si distinguono dai lustri di Granada per l'inclusione di vernice blu con lucentezza dorata su un'argilla rossa caratteristica della regione.
Almeno un'autorità, Alan Caiger-Smith, esclude questa ceramica dal termine "ispano-moresco", ma la maggior parte di coloro che usano il termine lo usano per includere Malaga e altri articoli andalusi del periodo islamico così come la ceramica valenciana. Quando la ceramica medievale spagnola fu studiata per la prima volta nel XIX secolo, c'era consapevolezza dei centri valenciani ma molto poco di quelli di Al-Andalus, e c'è stata una costante riattribuzione di tipi di ceramica precedentemente attribuiti a Manises a Malaga e il Sud, che continuava ancora negli anni '80, in seguito alle scoperte archeologiche a Malaga e all'analisi scientifica delle argille utilizzate.
Sebbene altri tipi di ceramica dipinta, solitamente non chiamata ceramica ispano-moresca, fossero stati prodotti ad Al-Andaluz in precedenza, prove certe della produzione di ceramica a lustro non si trovano prima dell'inizio o della metà del XIII secolo, quando potrebbe essere stata iniziata da vasai egiziani in fuga disordini politici. Veniva già esportato, poiché alcune delle prime testimonianze sono le ciotole incastonate come decorazione sulle facciate delle chiese di Pisa quando furono costruite. Nel 1289 fu registrata un'importazione da Malaga attraverso Sandwich in Inghilterra per la regina Eleonora di Castiglia, nata in Spagna, composta da "42 ciotole, 10 piatti e 4 vasi di terracotta di colore straniero (extranei coloris)". La ceramica di Malaga fu esportata anche nel mondo islamico e fu trovata ad Al-Fustat (il Cairo medievale) e altrove.
Gli esempi più noti e impressionanti di articoli andalusi sono i "vasi dell'Alhambra", una serie di vasi molto grandi fatti per stare in nicchie nell'Alhambra di Granada, e forse altrove. Questi sono molto atipici nella ceramica islamica in quanto hanno solo una funzione decorativa, senza scopo pratico, e sono "di gran lunga" i pezzi di lustro più grandi conosciuti. Si basano su forme tradizionali discendenti dalle antiche anfore, ma con un'altezza compresa tra 115 e 170 cm sono vicini all'altezza di un essere umano. Si pensa che provengano da una serie di date che coprono la fine del XIV e il XV secolo, e la decorazione e la forma precisa del corpo sono diverse in ogni esemplare sopravvissuto. Secondo Alan Caiger-Smith, "pochi altri vasi al mondo danno un'impressione fisica così forte".
Tutti sono ora nei musei, cinque in Spagna e altri a San Pietroburgo, Berlino, Washington DC, Stoccolma e Palermo; sopravvivono anche vari frammenti di grandi dimensioni. Anche le piastrelle Lustre sono ancora al loro posto all'Alhambra. La "Tavola Fortuny", una placca unica che misura 90 x 44 cm, ha un disegno a forma di giardino, all'interno di un bordo con un'iscrizione che elogia Yusuf III, sultano di Granada (r. 1408-1417). Il suo design ricorda quello di alcuni tappeti spagnoli.
Dopo che il trono di Yusuf fu ereditato da un bambino di otto anni nel 1418, il regno dei Nasridi entrò in declino prima della sua conquista definitiva, e la produzione di ceramiche pregiate sembra cessare bruscamente intorno al 1450, anche se il nome obra de Malequa continuò ad essere utilizzato a Valencia per i lustri molto tempo dopo.

### Valencia
Valencia e i suoi sobborghi Manises e Paterna divennero centri importanti dopo che i vasai vi migrarono dal sud; la città era tornata al dominio cristiano dal 1238 e l'immigrazione di abili ceramisti era continuata almeno dalla metà del XIV secolo. Nel 1362 un cardinale commissionò piastrelle per pavimenti in "obra de Malicha" ("opera di Malaga", che probabilmente significa lustreware, ossia lustro) per il Palazzo dei Papi del Papa ad Avignone a due maestri di Manises, almeno uno con un nome arabo (anche se "Juan" era il nome di battesimo). Nel 1484 un viaggiatore tedesco menzionò vasi "che sono fatti dai vasai moreschi".
Sembra che i signori locali di Manises, la famiglia di Buyl, incoraggiassero l'immigrazione, e potrebbero aver agito come distributori e agenti del prodotto; certamente quando Maria di Castiglia, regina d'Aragona, volle ordinare un grande servizio nel 1454, scrisse al signore di Buyl affinché lo organizzasse. Diversi Buyl avevano servito come ambasciatori a Granada e presso le corti cristiane, dando loro contatti in molti mercati. Sembra che prendessero una royalty del 10% su tutte le vendite di ceramiche e godessero di un reddito molto elevato da queste. Il più grande giacimento di ceramica di Manises ritrovato dall'archeologia, a parte Manises stessa, proviene da Sluis nei Paesi Bassi, allora parte dei territori del ricco Ducato di Borgogna. Manises aveva anche argilla e nelle vicinanze una grotta dove si estraeva una sabbia speciale utilizzata come materia prima per gli smalti.

### Catalogna
Barcellona in Catalogna, nel nord-est della Spagna, che fu sotto il dominio musulmano dal 718 all'801, divenne un centro per la ceramica molto più tardi, probabilmente accogliendo ceramisti cristiani immigrati da Al-Andalus, in particolare da Valencia, durante il successivo periodo della Reconquista. All'inizio era importante per articoli che assomigliavano alla ceramica decorata in marrone e verde di Paterna e nel XVI secolo per oggetti a lustro in un "caldo oro-argento", che rifletteva i diversi materiali disponibili o un deliberato cambiamento di stile. Nello stesso periodo diverse altre città iniziarono a produrre lustri.

## Stile
La maggior parte della ceramica, a Valencia, era chiaramente realizzata per un mercato cristiano, poiché comprende stemmi e altri elementi occidentali nella decorazione. Oltre al monogramma cristiano IHS al centro, anche la decorazione naturalistica a foglie di vite del piatto raffigurata in alto deriva dall'arte gotica, probabilmente attraverso la decorazione dei bordi dei manoscritti miniati. Nessun pezzo è stato ancora trovato firmato (come lo sono molti pezzi provenienti da altre regioni islamiche) e quasi nessuno datato, quindi l'araldica, soprattutto quando si presume che i pezzi siano stati commissionati per celebrare un matrimonio, costituisce una prova importante per la datazione. I pezzi "dovevano essere spettacolari ed eleganti, tuttavia ogni categoria di nave aveva un uso particolare" e nelle grandi occasioni potevano essere usati tutti, anche se i vassoi più grandi passavano la maggior parte del tempo esposti appoggiati verticalmente sulle credenze, come mostrato in alcuni dipinti contemporanei.
I disegni andalusi utilizzano un repertorio di motivi geometrici, molti dei quali probabilmente avevano un significato religioso di cui gli acquirenti cristiani rimanevano all'oscuro. Questi sono solitamente contenuti in scomparti verniciati. Viene utilizzata la scrittura pseudo-cufica, così come le iscrizioni in arabo corretto. I colori dominanti dell'oro e del blu rappresentano forse il sole e il cielo; altri colori disponibili, come il marrone, il verde e il giallo, sono molto meno utilizzati. A partire dal 1400 circa alcuni elementi, inclusa la raffigurazione di animali, che probabilmente furono usati per la prima volta per merci da esportazione, sembrano essere diventati popolari anche tra gli acquirenti musulmani locali; due dei successivi "vasi dell'Alhambra" sopra descritti hanno coppie di gazzelle. Ormai i Nasridi re di Granada si erano dotati di armi araldiche alla maniera cristiana, che si vedono anche sulla ceramica.
Molti grandi piatti valenciani con i tipici disegni complicati incentrati su uno stemma sono decorati anche sul fondo con figure di animali dipinte in modo audace che occupano l'intero spazio, spesso prese anche dall'araldica. Della ceramica di Manises, Alan Caiger-Smith ha scritto, "la produzione sostenuta di pezzi pregiati a Manises durante gli anni 1380-1430 non ha paralleli nella storia della ceramica. Molti di questi vasi manterranno il loro posto tra i migliori vasi del mondo." ceramica per sempre; indipendentemente dai cambiamenti e dalle prospettive."
Forme ispano-moresche del XV secolo comprendevano l'albarello (un'alta giara), grandi piatti da portata con stemmi, realizzati per i ricchi di tutta Europa, brocche (alcune con piedi alti, la citra e il grealet), un profondo piatto laterale (il lebrillo de alo) e la ciotola dalle orecchie (cuenco de oreja). Gli articoli ispano-moreschi ebbero una notevole influenza sulla prima maiolica italiana, infatti due possibili derivazioni del nome hanno collegamenti con essa. Verso la fine del secolo i progetti iniziarono a incorporare elementi in rilievo a imitazione delle forme dell'argenteria europea, come il gadrooning (un motivo decorativo costituito da curve convesse in serie). Sono state realizzate piastrelle in tutti i centri e la piccola lapide in ceramica di uno studente andaluso morto nel 1409 è uno dei pochissimi pezzi databili con precisione.
Albert Van de Put classifica i motivi decorativi in dieci categorie: carattere finto-arabo grande, carattere finto-arabo piccolo, fascia a sperone e tratteggio incrociato, fiore e foglia su fondo punteggiato, foglia di vite grande e fiore piccolo (due dimensioni), fogliame, foglia di brionia e piccolo fiore, foglia di vite più piccola e arrotondata, e statue di punti e steli derivati da ovoli.

## Declino e rinascita
La Reconquista conquistò Valencia per la terza e ultima volta nel 1238 e Malaga fu una delle ultime città a cadere, dopo l'assedio di Málaga (1487). Le restanti popolazioni mudéjar islamiche e morisco convertite furono espulse dalla Spagna rispettivamente nel 1496 e nel 1609, quest'ultima espulsione dei Morisco coinvolse un terzo della popolazione nella provincia di Valencia. Ma molti degli artigiani erano comunque cristiani da tempo, e lo stile ispano-moresco sopravvisse nella provincia di Valencia, pur mostrando un immediato calo di qualità. Gli articoli successivi di solito hanno un corpo grossolano rossastro, decorazioni e lucentezza blu scuro; ormai la loro posizione di ceramica europea più prestigiosa era stata persa a favore dei produttori italiani e di altri produttori.
Alan Caiger-Smith descrive l'industria valenciana come vittima del proprio successo; poiché gli articoli inizialmente prodotti per i vertici della società, di solito come commissioni su misura con araldica personalizzata, erano richiesti dalla nobiltà minore e dalla borghesia in espansione, sia le dimensioni dei pezzi che la loro qualità della decorazione diminuirono, con la pittura che divenne sempre più ripetizioni di routine di semplici motivi. L'industria italiana della maiolica, in gran parte sviluppata a imitazione di quella spagnola, si stava sviluppando in direzioni in cui Valencia poteva o non voleva seguire. Che la pittura figurativa rinascimentale italiana non sia stata tentata in Spagna forse non sorprende, ma Valencia si unì agli italiani solo nel copiare forme più semplici da oggetti in metallo, essendo gli italiani più ambiziosi.
La produzione di articoli continuò ad essere prodotta in lento declino, facendo ora affidamento sulla domanda relativamente locale di piastrelle e altri oggetti decorati, comprese le offerte votive. Si dice che intorno al 1800 a Manises esistessero ancora trenta fornaci funzionanti, epoca in cui erano già stati compiuti i primi sforzi per far rivivere l'antico splendore dell'industria. I segreti delle tecniche per produrre articoli di alta qualità andarono in gran parte perduti e, dopo che Carlo III di Spagna si interessò personalmente, nel 1785 fu commissionato un rapporto per registrare i metodi allora utilizzati, per evitare che altro andasse perso. Negli anni '70 dell'Ottocento si era sviluppato un mercato per pezzi quanto più vicini possibile ai primi lavori e furono fondate numerose nuove aziende, alcune delle quali continuano ancora oggi, sebbene sia stato fatto poco lavoro originale nella tradizione.

## Altri usi del termine
Il termine "ispano-moresco" è usato anche per descrivere tessuti di seta figurata con motivi geometrici tessuti ad Al-Andalus, e talvolta per riferirsi al Mudéjar o ad altri lavori, come i tappeti, un'industria che seguiva un processo simile alla ceramica in Spagna. Il Metropolitan Museum of Art usa il termine per descrivere un elmo da parata dorato nella sua collezione.